# Japán Megújulás Párt
A Japán Megújulás Párt (japánul: 日本維新の会) egy japán neoliberális politikai párt.
Eredetileg 2015 októberében alakult Kezdeményezések Oszakából néven, ami a korábbi Japán Restaurációs Pártból vált ki. A 2016-os választásokon a harmadik legnagyobb ellenzéki párttá vált a japán parlamentben.

## Története
A párt eredetileg 2015 októberében alakult Kezdeményezések Oszakából (japánul: おおさか維新の会 Osaka Isin no Kai)  néven az oszakai kormányzó Macui Icsiró és az akkori oszakai polgármester Hasimoto Tóru vezetésével, miután ők és támogatóik elhagyták a Japán Restaurációs Pártot.
A párt első komoly megmérettetése a 2016-os képviselőházi választás volt. Nagyon jól szerepeltek a Kanszai régióban, ahol négyből két helyet megszereztek Oszakában és háromból egyet Hjógoban. Nemzetközi szinten a párt összesen 5.153.584 (9,2%) szavazattal végzett, ami a 48-ból 4 további parlamenti helyet jelentett nekik. Szavazataik többsége itt szintén Oszaka környékéről érkezett, ebben a prefektúrában hozzájuk érkezett a legtöbb szavazat (1.293.626; 34,9%). Továbbá másodikak lettek a Liberál Demokrata párt mögött Hjógo prefektúrában (470.526; 19,5%).  A parlamenti helyek száma így a pártot a harmadik legnagyobb ellenzéki párttá tette a Japán országgyűlésben. Azonban a választások után Macui azt nyilatkozta az Oszakától távol eső területeken elért eredmény elfogadhatatlan a párt számára, ezért a pártnak új nevet adott amiben már nem szerepelt Oszaka, így próbálva növelni a népszerűséget az ország egész területén. Egy pártgyűlésen 2016. augusztus 23.-án szavazással döntöttek a névcseréről. 
A párt neve ekkor lett Nippon Ishin no Kai (日本維新の会 Nippon Isin no Kai), hivatalos angol fordítást azonban nem tettek közzé.

## 2017-es parlamenti választások
A 2017-es japán parlamenti választásokat 2017 október 22.-én tartották. Ez volt az első megmérettetés, amin a párt már Japán Megújulás Párt néven vett részt. Koalícióra léptek egy szintén nagyon friss, a 2017-ben, nem sokkal a választások előtt alakult A Remény Pártja (希望の党 Kibó no Tó) párttal, a koalíció neve Koike lett. A koalíció a politikai spektrum széles tömegeit képes volt megszólítani, a csatlakozók között voltak a demokrata és a liberális párt volt tagjai is. A Japán Megújulás Párt a választásokon összesen 3.387.097 (6,07%) szavazatot szerzett, ez 11 parlamenti helyre volt elég, ami az új név és stratégia ellenére hárommal kevesebb, mint amit 2016-ban szerezni tudtak. Koalíciós szinten azonban a Kibó saját 9.677.524 (17,36%) szavazatával és 50 parlamenti helyével összesen 13.064.621 (23,43%) szavazatot és 61 (13,12%) parlamenti helyet szereztek, amivel a második legnagyobb ellenzéki erővé váltak a parlamentben, előttük csak Pacifista koalíció vezet 69 (14,84) képviselői hellyel.

## A 2019-es választások előtt
A 2019. április 7.-én tartott előrehozott választásokon Oszaka város polgármestere és Oszaka prefektúra kormányzója is ismét a Japán Megújulás Párt színeiből került ki. Választási kampányuk elsősorban annak a 2015-ben kihirdetett programnak a megvalósítása, amivel Oszakát Tokióhoz hasonló centralizált metropolisszá tervezik fejleszteni.  Ez a siker várhatóan nagy momentumot jelent a nyáron esedékes felső-házi választásokra.

## Elnökség
| No.                                         | Név                                                          | Hivatali idő        | Hivatali idő        |
| No.                                         | Név                                                          | Hivatalba lépés     | Hivatal elhagyása   |
| ------------------------------------------- | ------------------------------------------------------------ | ------------------- | ------------------- |
| Kivált: Japán Restaurációs Párt (jobbközép) |                                                              |                     |                     |
| 1                                           | Hasimoto Tóru                                                | 2015. november 2.   | 2015. december 12.  |
| 2                                           | Macui Icsiró                                                 | 2015. december 12.  | 2016. augusztus 23. |
| 3                                           | kettős elnökség \| Macui Icsiró \| \| Katajama Toranosuke \| | 2016. augusztus 23. |                     |
| Macui Icsiró                                |                                                              | Katajama Toranosuke |                     |